# Aeronca C-3
El Aeronca C-3 fue un avión ligero construido por la estadounidense Aeronca Aircraft, que se comercializó entre 1931 y 1937.

## Desarrollo y diseño
Su diseño derivaba del Aeronca C-2. Introducido en 1931, tenía espacio para un pasajero sentado al lado del piloto. Equipado con un nuevo motor Aeronca E-113 de 36 hp, la configuración de los asientos hizo el entrenamiento de vuelo mucho más fácil, y muchos propietarios de Aeronca a menudo volaban de forma independiente con sólo cinco horas de instrucción (principalmente debido a las predecibles características de vuelo del C-3). Tanto el C-2 como el C-3 son a menudo descritos como "planeadores con motor" debido a su habilidad de planeo y a su lenta velocidad de aterrizaje.

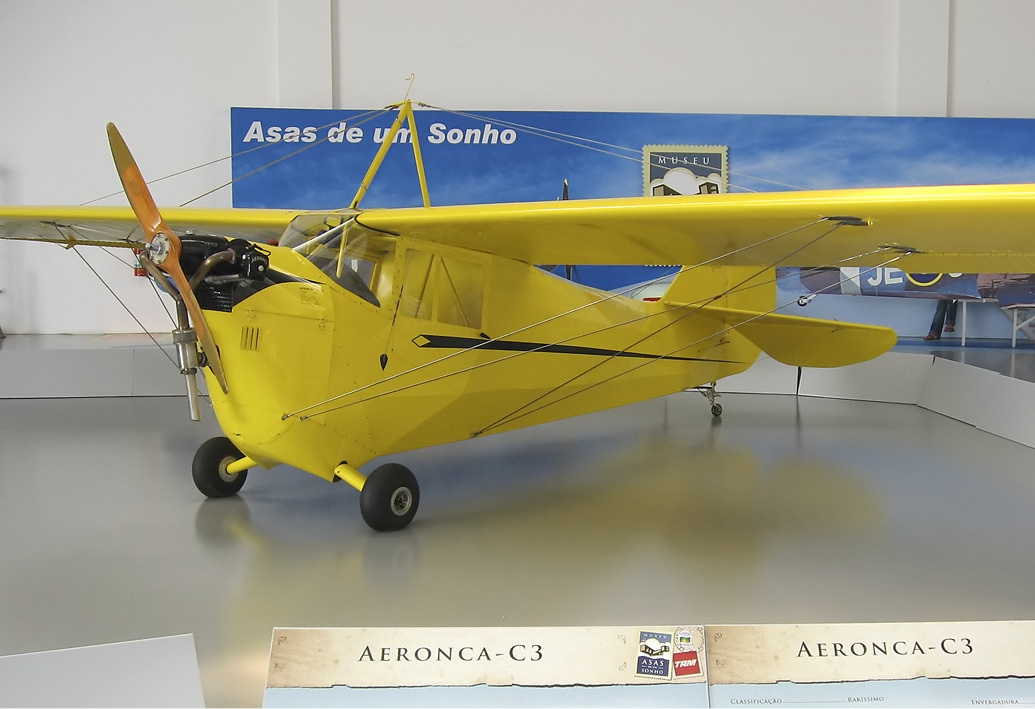
Aeronca C-3 en el Museu Asas de Um Sonho.

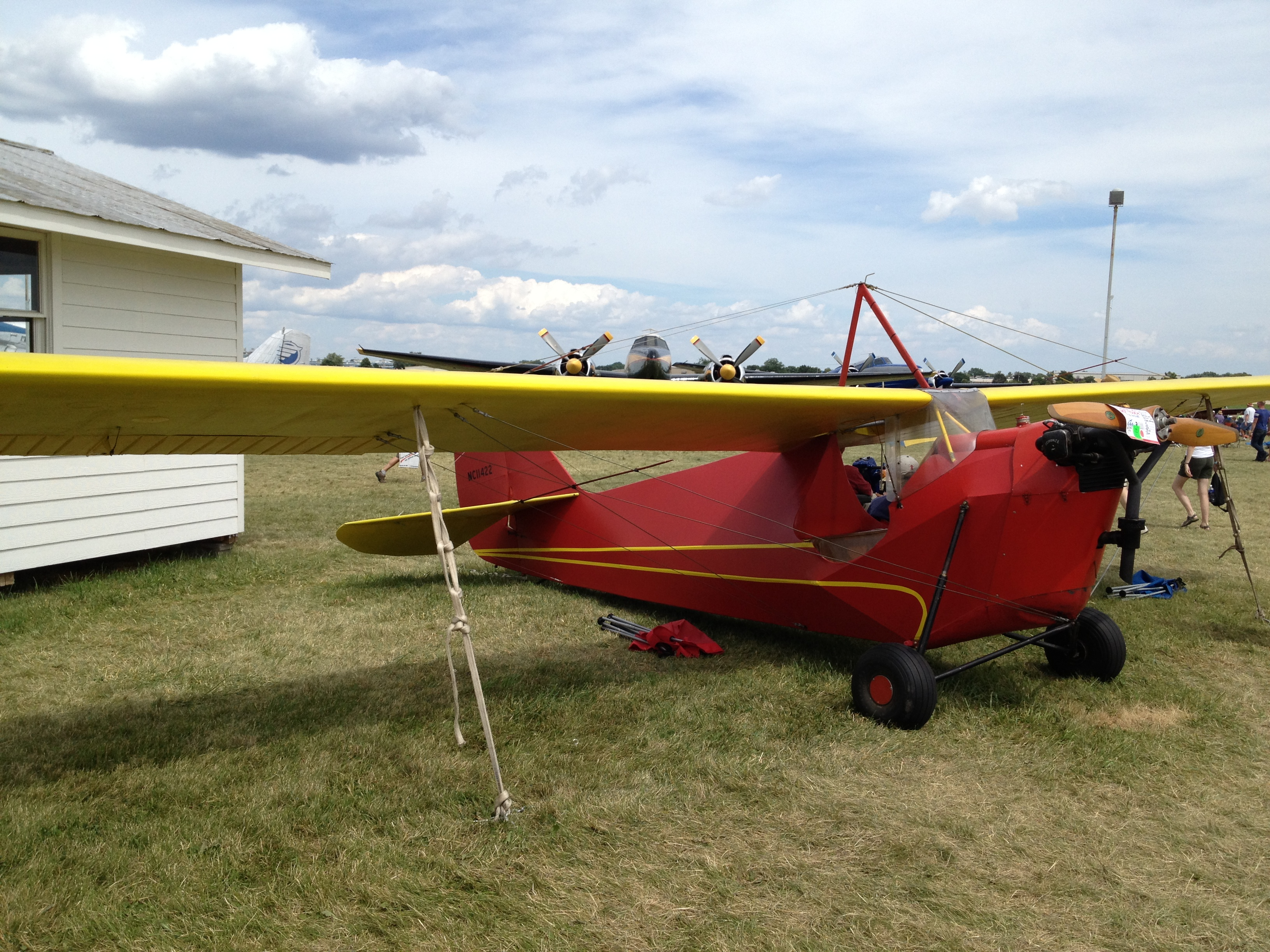
Aeronca C-3 de 1931, tomada en el Airventure de 2013, Oshkosh, WI.

El distintivo diseño jorobado del C-3 fue drásticamente alterado en 1935, con la aparición del "redondeado" C-3 Master. Reteniendo la construcción de la estructura tubular del fuselaje, el C-3 Master presentaba unos más pequeños estabilizador y timón, con un tipo de fuselaje "de relleno" que creaba una nueva apariencia "redondeada" y mejoraba el flujo de aire en la cola. Con una cabina cerrada (los frenos y la lámpara alar todavía como extras), el C-3 Master de 1935 tenía un precio de sólo 1.895 dólares (sólo unos pocos cientos de dólares más que el antiguo C-2 de 1930). El bajo precio generó ventas significativas; fueron construidos 128 C-3 Master sólo en 1935 (de los 430 C-3 en total), y el Aeronca número 500 abandonó la línea de montaje el mismo año.
Una versión del C-3 con alerones recubiertos de tela (en vez de metal), designada Aeronca 100, fue construida en Inglaterra bajo licencia, por Light Aircraft Ltd. (operando como Aeronautical Corporation of Great Britain Ltd.), pero las ventas esperadas nunca se materializaron (sólo fueron construidos 24 aviones de manufactura británica antes de que la producción se detuviese).
La producción del C-3 se detuvo en 1937, cuando el avión ya no pudo cumplir con los nuevos estándares del gobierno estadounidense en relación con la aeronavegabilidad. Muchas de las peculiaridades del C-3 (un ala arriostrada por cables de forma estrictamente externa, sin soportes alares conectando directamente los paneles alares con el fuselaje, extensa construcción de tela, motor de encendido simple, y la falta de un indicador de velocidad del aire) ya no se permitían. Afortunadamente para la legión de propietarios de Aeronca, una cláusula del "abuelo" en las regulaciones federales permitió a sus aviones continuar volando, aunque ya no pudieran ser fabricados.

## Variantes
C-3
Variante de producción.
C-3 Master
Variante mejorada.
Aeronca 100
Variante británica equipada con un motor Aeronca JAP J-99 (un Aeronca E-113C construido bajo licencia), 21 construidos.
Aeronca 300
Versión británica mejorada del Aeronca 100, uno construido.
Ely 700
Variante británica con fuselaje más ancho y dos puertas, dos construidos.

## Aviones en exhibición
- El Old Rhinebeck Aerodrome tiene un C-3 en condiciones de vuelo con la matrícula N17447 que es a menudo volado en sus exhibiciones de fin de semana.[6]
- El Western Antique Aeroplane & Automobile Museum de Hood River, OR. tiene un ejemplar de 1932 y otro de 1933, el último como hidroavión.
- El Western North Carolina Air Museum en Hendersonville, NC, tiene un C-3 de 1931 en exposición.
- El Port Townsend Aero Museum en Port Townsend, WA, tiene un C-3 Master de 1936 en exposición.

## Especificaciones (C-3)

### Características generales
- Tripulación: Uno (piloto)
- Capacidad: Un pasajero
- Longitud: 6,1 m (20 ft)
- Envergadura: 11 m (36 ft)
- Altura: 2,4 m (7,8 ft)
- Superficie alar: 13,2 m² (142,1 ft²)
- Peso vacío: 258 kg (568,6 lb)
- Peso cargado: 456 kg (1005 lb)
- Planta motriz: 1×  Aeronca E-113C.
  - Potencia: 27 kW (37 HP; 37 CV)

### Rendimiento
- Velocidad nunca excedida (Vne): 152 km/h (94 MPH; 82 kt)
- Alcance: 322 km (174 nmi; 200 mi)
- Techo de vuelo: 3659 m (12 005 ft)

### Aeronaves similares
- Welch OW-5M